# يويا إيشي (مخرج)
يويا إيشي (باليابانية: 石井裕也؛ بالكانا: いしい ゆうや) هو كاتب سيناريو ومخرج ياباني، ولد في 21 يونيو 1983 في سايتاما في اليابان.

## وصلات خارجية
- يويا إيشي على موقع IMDb (الإنجليزية)
- يويا إيشي على موقع ألو سيني (الفرنسية)
- يويا إيشي على موقع قاعدة بيانات الفيلم (الإنجليزية)
- يويا إيشي على موقع كينوبويسك (الروسية)